# Les Fredaines de Pierrette
Les Fredaines de Pierrette er en fransk stumfilm fra 1900 af Alice Guy-Blaché.